# Henry Bauchau
Pour les articles homonymes, voir Bauchau.
Henry Bauchau, né à Malines (Belgique) le 22 janvier 1913 et mort à Louveciennes (France) le 21 septembre 2012,, est un poète, dramaturge et romancier belge de langue française, également psychanalyste.

## Biographie
Henry Bauchau provient du milieu de la bourgeoisie catholique francophone de Flandre. 
Sa petite enfance est marquée par l'invasion allemande et l'incendie de sa maison maternelle à Louvain. Le romancier évoquera ce drame dans L'Incendie Sainpierre. Il suit des études de droit à la Faculté universitaire Saint-Louis (devenue Université Saint-Louis - Bruxelles) puis à l'université de Louvain. Il fait la connaissance du journaliste Raymond De Becker en 1931.
Avant d'être mobilisé en 1939, il exerce des activités dans le journalisme et milite dans des mouvements de jeunesse chrétiens. Pendant la guerre, de juillet 1940 à juin 1943, il sera responsable du Service des volontaires du travail pour la Wallonie (SVTW), avant de rejoindre un mouvement de Résistance armée; blessé dans un maquis des Ardennes, il termine la guerre à Londres. Son action dans le cadre du SVTW lui vaudra d'être soupçonné après la Libération, mais il est officiellement acquitté par le tribunal militaire. Blessé néanmoins par cette incrimination, il s'éloignera de son pays et vivra en Suisse et en France. À Paris, il travaille dans la distribution de livres, principalement pour l'éditeur franco-algérien Edmond Charlot. Il fréquente Camus et bien d'autres intellectuels, et se lie d'amitié avec Jean Amrouche, ce qui l'amènera à soutenir la cause algérienne, ultérieurement, à partir de la Suisse.
De 1947 à 1951, Bauchau entreprend une psychanalyse auprès de Blanche Reverchon, l'épouse du poète Pierre Jean Jouve. Cette analyse marquera profondément sa pensée. Profondément lié à Blanche, par une relation à la fois d'affection, d'estime et de transfert (analytique), il le sera d'une façon plus tumultueuse mais néanmoins presque aussi continue avec Pierre Jean Jouve (dont il admirera toutefois toujours l'œuvre), dont témoignent ses Souvenirs et documents sur Blanche Reverchon et Pierre Jean Jouve parus en 2012.
C’est en 1958 qu’il publie son premier recueil de poèmes, Géologie, qui obtient le prix Max-Jacob. En 1960, Ariane Mnouchkine monte sa pièce Gengis Khan aux Arènes de Lutèce. Jean-Claude Drouot reprendra l’œuvre en 1988 et qui sera reprise au festival d'Avignon en 2005.
Dans son second recueil L’Escalier bleu, publié en 1964, les poèmes y sont autant de regard sur l’enfance, où le doute et la peur demeurent encore bien présents.
Entre-temps, Henry Bauchau voyage. Sa vie se partage entre la France, la Suisse et la Belgique ; entre l’enseignement, la psychanalyse (à Paris, avec Conrad Stein) et l’écriture ; entre succès et difficultés financières. L’Essai sur la vie de Mao Zedong lui demande huit ans de travail et est publié en 1982. En 1985, il reçoit le Prix quinquennal de littérature pour l’ensemble de sa carrière.
Enfin, il commence son cycle mythologique et donne successivement Œdipe sur la route (1990), Diotime et les lions (1991) et Antigone (1997). Parallèlement, la publication de son Journal (1989-1997) éclaire la création, permet de comprendre l'importance que représentent pour l'écrivain la poésie, les rêves, l'inconscient et l'écriture.
Œdipe sur la route est une relecture du mythe œdipien qui évoque un parcours initiatique au terme duquel le héros se fond littéralement dans l'art. Ici, Œdipe partage avec Orphée la même capacité, celle de ranimer « les trésors perdus de la mémoire » grâce au chant, à la peinture et à l'écriture. Au lieu de se disperser, le roi aveugle retourne à l'unité. Après avoir surmonté ses peurs, il est « encore, est toujours sur la route », dira Antigone à la fin. La route de la connaissance de soi, libérée de la culpabilité et du remords. Antigone, qui l'a accompagné jusqu'au bout, symbolise cette route de la réalisation de soi. Gardienne du principe de vie, elle n'est pas de celles qui se retournent pour voir, par curiosité. De même, quand elle revient à Thèbes pour tenter d'apaiser la rivalité entre ses deux frères, c'est aussi pour dire « oui » à la vie, au futur, à la beauté et pour refuser, dans sa robe déchirée, toutes les manifestations de pouvoir, toutes les guerres. Elle est la part féminine, celle du poétique, de l'amour sans justification, de la patience.
Bauchau mêle l'enthousiasme mystique et la connaissance de l'Antiquité à la psychanalyse, aux philosophies asiatiques et à la foi chrétienne. Après la crise qu'il a connue au sortir de la Seconde Guerre mondiale, il dira néanmoins se tenir "sur le seuil", dans une position agnostique, et non plus dans l'Église où il s'était engagé dans l'action sociale avant la Guerre. L'art et surtout l'écriture, et avec eux une forme permanente d'interrogation, vont alors remplacer les certitudes et l'engagement marqué d'autrefois.
En 2010, il publie "Déluge", qui reçoit à nouveau un succès de librairie.
Membre de l'Académie royale de langue et de littérature françaises de Belgique, il vit à Paris de 1975 à sa mort en 2012[réf. nécessaire]. Il avait épousé Mary Kozyrev (1910-1984).

## Prix et reconnaissances
- 2002 :  lauréat du Prix international Union Latine de littératures romanes
- 2005 : Grand Prix de littérature de la Société des gens de lettres
- L'écrivain se voit attribuer, en 2008, le Prix du livre Inter pour son roman Le Boulevard périphérique, qu’il publie à l’âge de 95 ans[3].

La vie de Henry Bauchau, issu de familles aisées liées au droit, à la sidérurgie, aux industries brassicoles, et à la vie politique inscrit en elle la complexité de l'histoire de Belgique[réf. nécessaire].

### Citation
Répondant aux questions d'adolescents, Bauchau définit ainsi son art :

« L'inspiration est toujours délirante, dionysiaque pour reprendre l'expression de Nietzsche. Elle a besoin de la conscience ordonnée, musicale, apollinienne. C'est un équilibre. Quand Alexandre le Grand brûle le palais de Persépolis, il fait basculer la Grèce sous la suprématie de Dionysos. Elle ne s'en est jamais relevée. »

### Famille
Henry Bauchau est le père de l'acteur Patrick Bauchau, du géologue Christian Bauchau, et l'oncle des écrivains Bernard Tirtiaux et François Emmanuel[réf. nécessaire].

## Œuvres

### Romans
- La Déchirure (Gallimard, 1966 ; Labor, 1986 ; Actes Sud, 2003)
- Le Régiment noir (Gallimard, 1972 ; Les Éperonniers, 1987) – Prix d'honneur 1972 (Paris) ; prix Franz-Hellens (Bruxelles) et prix triennal du roman
- Œdipe sur la route[15] (Actes Sud, 1990 ; Babel no 54) – Prix triennal du roman
- Diotime et les Lions[16](Actes Sud, 1991 ; Babel no 279)
- Antigone (Actes Sud, 1997 ; Babel no 362) – prix Victor Rossel
- L'Enfant bleu (Actes Sud, 2004)
- Le Boulevard périphérique (Actes Sud, 2008) – prix du Livre Inter 2008
- Déluge (Actes Sud, 2010)
- L'Enfant rieur. Arles : Actes Sud, 2011, 326 p. ; Rééd. coll. Babel no 1084), 2014, 326 p.
- Temps du rêve (Actes Sud, 2012)
- L'Enfant rieur, vol.2 : Chemin sous la neige : récit. Arles : Actes Sud, 2013, 223 p. -  (ISBN 978-2-330-01412-4).

### Journaux
- Jour après jour : journal 1983-1989. Bruxelles : Les Eperonniers, coll. maintenant ou jamais, 1992, 317 p.
- Journal d'Antigone (1989-1997). Arles : Actes Sud, 1999, 524 p.
- Passage de la Bonne-Graine 1997-2001 (Actes Sud, 2002)
- La Grande Muraille : Journal de La Déchirure 1960-1965 (Actes Sud, coll. Babel, 2005)
- Le Présent d'incertitude 2002-2005 (Actes Sud, 2007)
- Les Années difficiles. Journal 1972-1983 (Actes Sud, 2009)
- Dialogue avec les montagnes - Journal du Régiment noir 1968-1971 (Actes Sud, 2011)
- Pierre et Blanche. Souvenirs et documents sur Blanche Reverchon et Pierre Jean Jouve, textes rassemblés et présentés par Anouck Cape (Actes Sud, 2012)
- Dernier journal (2006-2012) (Actes Sud, 2015)
- Conversation avec le torrent (1954-1959) (Actes Sud, 2018)

### Entretiens
- La blessure qui guérit, l'intégrale des entretiens Noms de Dieux d'Edmond Blattchen, Alice, 1999.  (ISBN 978-2930182162)
- Un arbre de mots, entretien avec Indira De Bie[17], 2008, 64 p.

### Poésie
- Géologie (Gallimard, 1958 ; Prix Max-Jacob)
- L'Escalier bleu (Gallimard, 1964)
- La Pierre sans chagrin (L'Aire, 1966)
- La Dogana (Castella, 1967), photographies de Henriette Grindat
- Célébration (L'Aire, 1972)
- La Chine intérieure (Seghers, 1975 ; Actes Sud, coll. Le souffle de l'esprit, 2003)
- La Sourde Oreille ou le Rêve de Freud (L'Aire, 1981)
- Poésie 1950-1986 (Actes Sud, 1986). Prix quinquennal de Littérature 1985 (Belgique) ; prix Foulon de Vaulx de la Société des gens de lettres de France 1987
- Heureux les déliants, poèmes 1950-1995. Préface d’Alain Badiou. Lecture de G. Henrot. Bruxelles : Labor ; RTBF, coll. Espace Nord, no 106, 1995, 382 p., bibl[18]. (Labor, Espace Nord, 1995)
- Exercice du matin. Arles : Actes Sud, coll. Le Souffle de l’esprit, 1999, 43 p.
- Nous ne sommes pas séparés (Actes Sud, 2006)
- Poésie complète (Actes Sud, 2009)
- Tentatives de louange (Actes Sud, 2011)

#### Éditions de bibliophilie
- Fenêtre de présence, avec une gravure au carborundum de Jacqueline Ricard tirée en leporello, éditions La Cour Pavée[19], Paris, 2008

### Nouvelles
- L'Enfant de Salamine, dans La Revue générale, mars 1991, p. 81-92 ; repris ensuite dans Les Vallées du bonheur profond
- Les Vallées du bonheur profond : récits. Arles : Actes Sud, coll. Babel no 384, 1999, 84 p.
- En noir et blanc, illustrations de Lionel D., Paris, les éditions du Chemin de fer, 2005, rééd. 2007

### Essais
- Essai sur la vie de Mao Zedong, avec la participation de Laure Bauchau. Paris: Flammarion, 1982, 1048 p.
- L'Écriture et la circonstance. Louvain-la-Neuve : Publications de la Faculté de Philosophie et Lettres de l’Université catholique de Louvain, coll. Chaire de poétique, no 2, 1988, 82 p.
- L'Écriture à l'écoute (Actes Sud, 2000)

### Théâtre
- Gengis Khan (Henry-Louis Mermod, 1960 ; Actes Sud-Papiers, 1989)
- La Machination ou La Reine en amont (L'Aire, 1969)
- Prométhée enchaîné d'Eschyle, adaptation théâtrale. Bruxelles : Cahiers du Rideau no 23, 1998, 60 p.
- Théâtre complet (Actes Sud-Papiers)

### Livret
- La Lumière Antigone : Poème pour le livret de l'opéra de Pierre Bartholomée (Actes Sud, coll. Le souffle de l'esprit, 2009)
- Œdipe sur la route : Opéra en quatre actes, à Pierre Bartholomée et Philippe Sireuil, commande du Théâtre royal de la Monnaie à Bruxelles (Actes Sud, 2003)

### Traductions de ses ouvrages
- (es) El desgarro (Servicio de Publicaciones de la Universidad de Las Palmas de Gran Canaria, 2002 ; trad. de Rosario García López)
- (it) Il reggimento nero. Taduzione d'Angela Vitale. Firenze : Giunti, 1997, 368 p. -  (ISBN 880920798X)
- Oedipus unterwegs. Übersetzt von Anne Neuschäfer. Bielefeld : Cornelia Hanx, 1995, 348 p.
- Edip pe drum. Trad., préf. et repères bio-bibliographiques par Rodica Lascu-Pop. Bucuresti : Editura Libra, coll. Universalia, 1997, 277 p.
- Voir la liste des traductions sur le site du Fonds Henry Bauchau de l'Université catholique de Louvain.

### Correspondance
- Approches : Henry Bauchau - Inédits, correspondances, hommages, Paris (no 152), décembre 2012, 342 p. (lire en ligne)

## Études critiques sur l’œuvre
- Fratta Anna Soncini (dir.), Henry Bauchau, Un écrivain, une œuvre. Terzi Seminario Internazionale. Noci 8-10 novembre 1991. Bologna : Éditrice CLUEB, 1993, coll. Beloeil / Bussola no 13, 1993, 384 p., bibl.
- Adriano Marchetti, « Peut-être que l’écriture va devenir plus humaine que la parole »: entretien avec Henry Bauchau, dans  Francofonia, 25, Autunno 1993.
- Adriano Marchetti, « Ancora e sempre sulla strada. Conversazione con Henry Bauchau », in Henry Bauchau, Diotima e i leoni, Giunti, Firenze 1993, pagine 61-79.
- Myriam Watthee-Delmotte, Henry Bauchau (Un livre une œuvre), Bruxelles : Labor, 1994
- Adriano Marchetti, « Les rêves dans Œdipe sur la route d’Henry Bauchau », dans Recherches & Travaux, 47, 1995.
- Adriano Marchetti, «Œdipe sur la route d’Henri Bauchau. Le langage poétique et sa provenance, dans Les nouveaux courants poétiques en France et en Grèce 1970-1990, Publications de l’Université de Pau, Pau 1995.
- Adriano Marchetti, « La traduction comme exode. Note en marge de la traduction d’Ordipe sur la route , Cahiers Henry Bauchau, 2, 1998.
- Adriano Marchetti, « Deux lettres à Henry Bauchau, (traduction de l’italien de Danièle Rousselier), Cahiers Henry Bauchau, 2, 1998.
- Myriam Watthee-Delmotte, Parcours d'Henry Bauchau, Paris : L'Harmattan, 2001
- Myriam Watthee-Delmotte, Bauchau avant Bauchau, En amont de l'œuvre littéraire, Louvain-la-Neuve : Bruylant-Académia, 2002
- Adriano Marchetti(dir), Henry Bauchau . Voix et création de l’écriture, dans Francofonia, 42, Primavera 2002.
- Marc Quaghebeur et Anne Neuschäfer (dir.), Les Constellations impérieuses d'Henry Bauchau, actes du colloque de Cerisy-la-Salle en juillet 2001, Bruxelles : AML/LAbor, Archives du futur, 2003
- Adriano Marchetti, « Le Labyrinthe. Mythe de l’écriture/écriture du mythe, dans Les constellations impérieuses d’Henry Bauchau,  Éditions Labor, Bruxelles 2003.
- Geneviève Henrot, Henry Bauchau poète. Le Vertige du Seuil, Genève : Droz, 2003
- Olivier Ammour-Mayeur, Les Imaginaires métisses. Passages d'Extrême-Orient et d'Occident chez Henry Bauchau et Marguerite Duras, Paris : L'Harmattan, 2004
- Henry Bauchau, une poétique de l’espérance. Actes du colloque international de Metz (6-8 novembre 2002). Édité par Pierre Halen, Monique Michel, Raymond Michel. Bern, Berlin, Bruxelles, Frankfurt am Main, New York, Oxford, Wien : Peter Lang, coll. Recherches en littérature et spiritualité, vol. 7, 2004, 251 p. —  (ISBN 3-03910-465-9).
- Régis Lefort, L'Originel dans l'œuvre d'Henry Bauchau, Paris : Honoré Champion, 2007
- Olivier Ammour-Mayeur, Henry Bauchau, une écriture en résistance, Paris : L'Harmattan, 2007
- « Un don de présence », interview réalisée par Jérôme Goude et publiée dans Le Matricule des anges, janvier 2008
- Emilia Surmonte, Antigone, La Sphinx d'Henry Bauchau : Les enjeux d'une création, Bruxelles [e.a.] : Peter Lang, 2011)[20]
- Myriam Watthee-Delmotte, Henry Bauchau : Sous l'éclat de la Sibylle, Arles : Actes Sud, 2013
- Michele Mastroianni, La Déchirure di Henry Bauchau. Una rappresentazione della madre: allegoria dell'incontro e dell'elaborazione poetica, Alessandria, Edizioni dell'Orso, 2013
- Jérémy Lambert, Henry Bauchau, une poésie de l'existence, Amay - Bruxelles : L’Arbre à paroles - Midis de la Poésie, 2015
- Dossier critique : La Déchirure, Le Régiment noir et l'Enfant rieur d'Henry Bauchau. Études réunies par Laurent Déom et Jérémy Lambert. [N° sp. de] Roman 20-50, (Lille : Presses universitaires du Septentrion), 2016, no 2 (no 62), 192 p. -  (ISBN 9782908481891).
- Approches : Henry Bauchau - Inédits, correspondances, hommages, Paris (no 152), décembre 2012, 342 p. (lire en ligne)

## Expositions
- 2012 : Henry Bauchau. L’épreuve du temps, Musée royal de Mariemont[21]
- 2012 : Lionel. L'enfant bleu d'Henry Bauchau, art)&(marges musée, Bruxelles[22]